# Piscidia piscipula
Piscidia piscipula là một loài thực vật có hoa trong họ Đậu. Loài này được (L.) Sarg. miêu tả khoa học đầu tiên.

## Hình ảnh

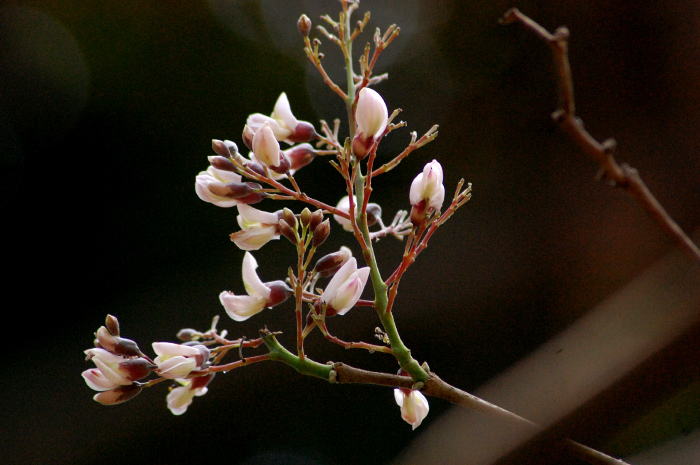
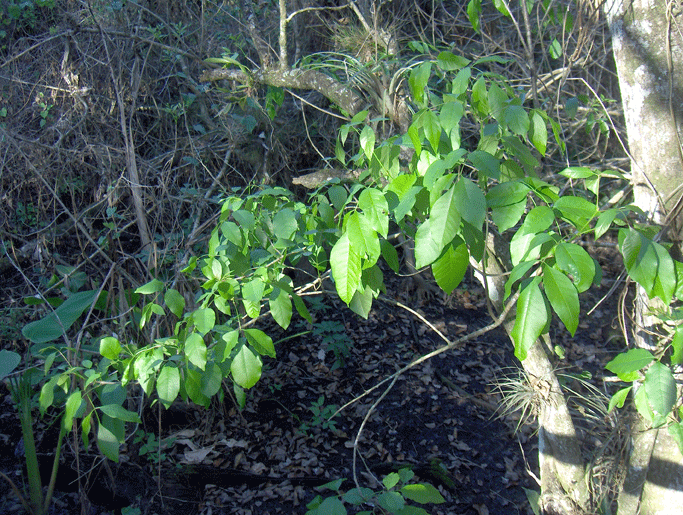
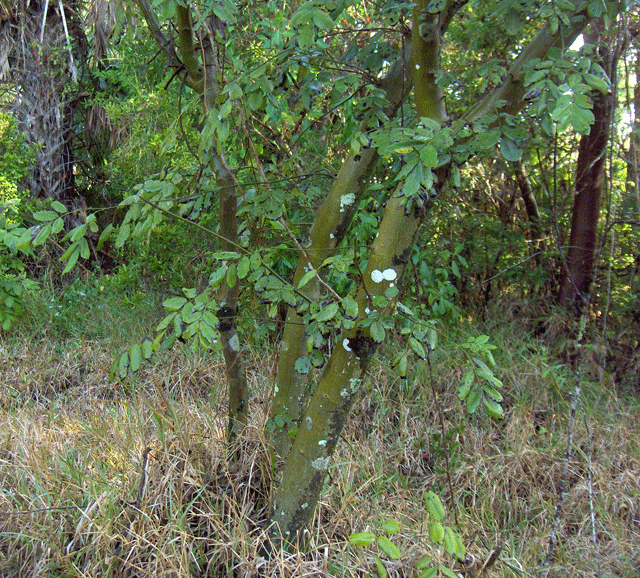
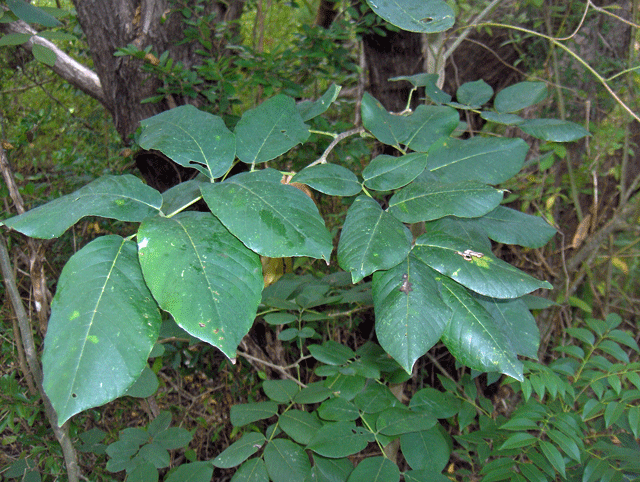